# AN/APG-83
AN/APG-83は、F-16シリーズのレーダーのアップグレード用にノースロップ・グラマン社が開発したアクティブフェーズドアレイレーダー。セイバー(英:SABR)と呼ばれる。

## 概要
AN/APG-83は、F-35に搭載されているAN/APG-81のアンテナ部分に、レシーバやエキサイター等の新開発のバックエンド部を組み合わせたもので、95％以上のソフトウェア共通性と70％以上のハードウェア共通性を有している。アンテナ部分をAN/APG-81より流用した理由は、AN/APG-81が既に輸出許可を受けておりその部品を流用することで面倒な手続きをしなくても済み、開発コストが低減できることによる。これにより同社がF-16E/F向けに開発したAN/APG-80よりも安価だとされている。
AN/APG-66(V)3レーダーとの比較では捜索、追尾、ロックオン機能を同時に実行でき、複数の目標に対しては探知範囲が30％以上増加。総合的な戦場における探知能力は220％、自己防御能力は180％向上したと報告されている。
ノースロップ・グラマンはSABRはAN/APG-81に近い能力を備え、低コストかつ容易に既存のF-16へ搭載改修が可能としており、新造機への搭載も含めると、潜在的な市場規模は1,500基程度になると分析している。

## 開発年表
2012年5月9日、BAC 1-11をテストベッドとして空中試験を実施。
2013年8月1日、アメリカ空軍のF-16と台湾空軍のF-16A/Bのアップグレード用レーダーとして選定。
2014年9月24日、試作機(EMD : Engineering, Manufacturing and Development)に関する全ての設計審査を完了。
2014年12月12日、試作機を初納品。
2015年2月2日、生産を開始。
2015年5月6日、B-1B向けに画像処理能力、センサー統合能力、状況認識能力などを強化したSABR-GS（スケーラブル・アジャイル・ビーム・レーダー・グローバル・ストライク）を発表。
2015年10月16日、AN/APG-83を装備した台湾向けF-16Vが初飛行。
2018年8月13日、F/A-18CへのAN/APG-83の搭載可能性を実証。

## 搭載機
F-16
F-16(Block 20、Block 70、F-21)で搭載。
F/A-18C/D
2018年8月13日に米海兵隊の要求によりF/A-18CへのAN/APG-83の搭載可能性を実証。ノースロップ・グラマンは、F/A-18C/DのAN/APG-73レーダーをAESAレーダーに置き換えるためにレイセオンのAN/APG-79(V)4と競合しており、選定されれば海兵隊の100機のF/A-18C/Dのレーダーをアップグレードする予定としていたが、敗れている。
B-1B
レーダー近代改良プログラム（RMIP）の一環としてAN/APQ-164より順次換装予定。
B-52
近代化用に提案。